# Ротор Савоніуса

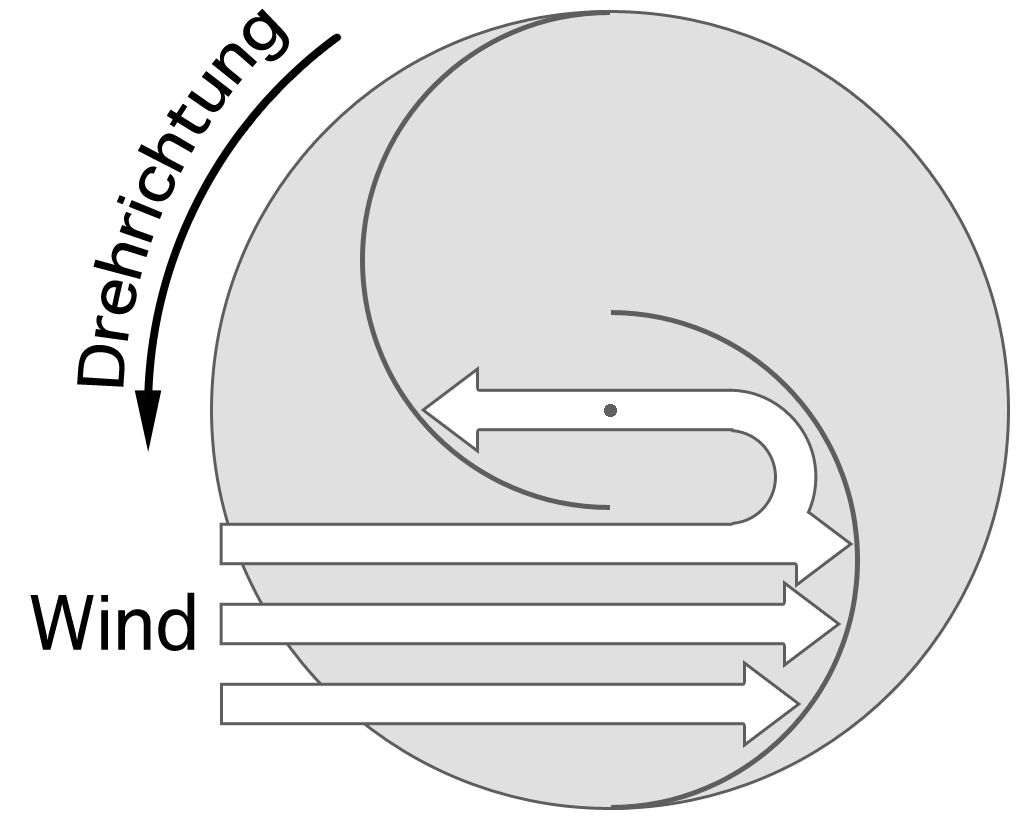
Принцип дії ротора Савоніуса

Схема турбіни Савоніуса з двома лопатями

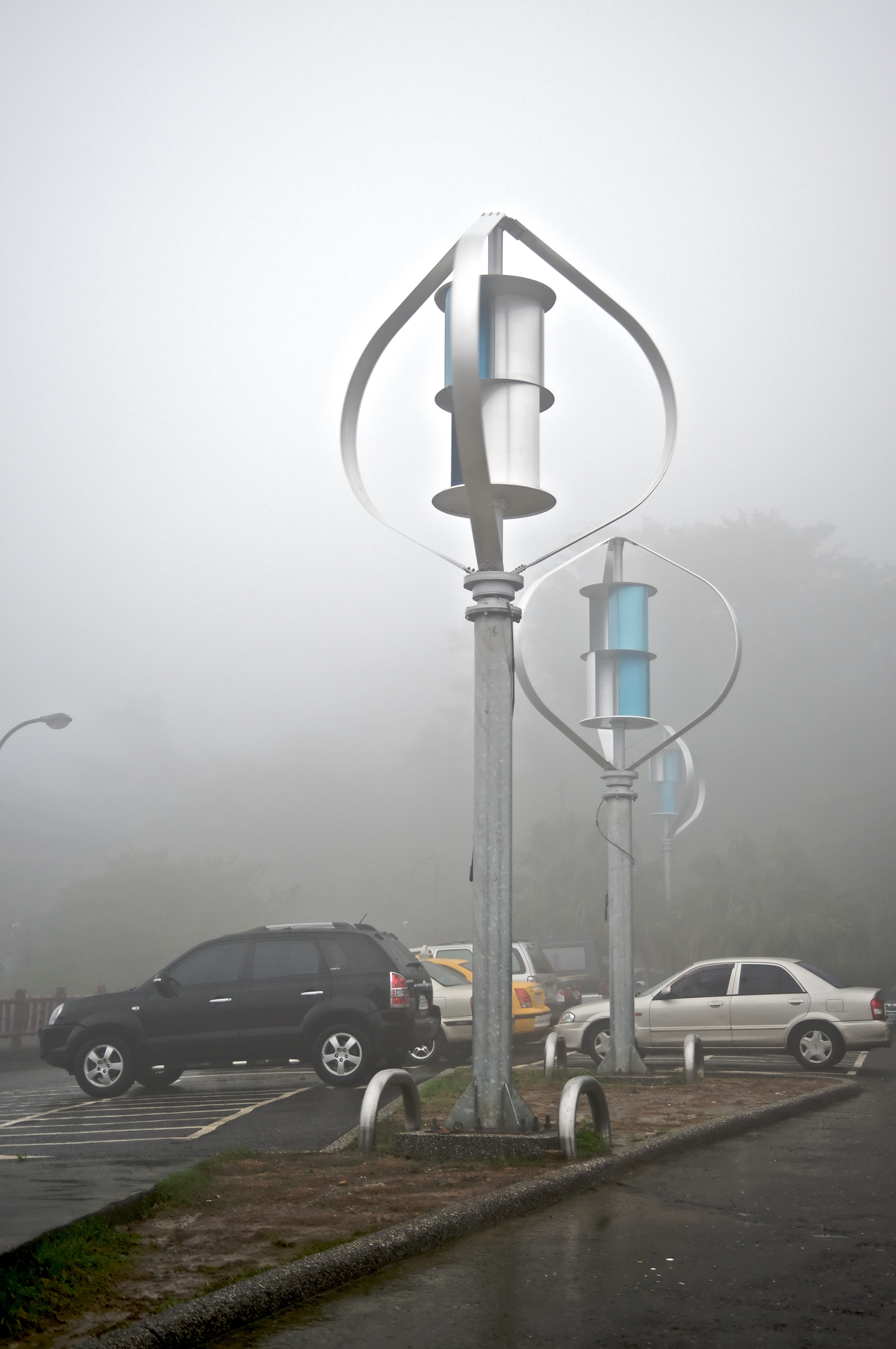
Ротор Савоніуса, об'єднаний з турбіною Дар'є

Ро́тор Саво́ніуса — вітрова турбіна з вертикальною віссю, яка складається з двох або трьох зміщених одна відносно одної частин порожнистого циліндра.
Ротор має досить низький коефіцієнт використання енергії вітру, значну матеріалоємність та високу нерівномірність крутильного моменту на один оборот. Тим не менше, ротор достатньо поширений через простоту виготовлення та високий початковий крутильний момент, завдяки чому часто застосовується як допоміжний для зрушення турбін, що мають низький початковий крутильний момент.
У дволопатевих роторів значення енергетичних характеристик вище, ніж у трилопатевих.
Існують моделі ротора з гвинтоподібними поверхнями, але такі моделі є значно менш технологічними.